# Robadje
Robadje is een plaats in de gemeente Štrigova in de Kroatische provincie Međimurje. De plaats telt 187 inwoners (2001).